# Neptis sphaericus
Neptis sphaericus är en fjärilsart som beskrevs av Hans Fruhstorfer 1907. Neptis sphaericus ingår i släktet Neptis och familjen praktfjärilar. Inga underarter finns listade i Catalogue of Life.